# Хачатурян, Артур
Хачатурян Артур (арм. Արթուր Խաչատրյան; род. 4 августа 1992, Кривой Рог, Днепропетровская область) — армянский профессиональный баскетболист, в настоящее время свободный агент.

## Биография
Родился 4 августа 1992 года в городе Кривой Рог Днепропетровской области.

## Спортивная карьера
В 2016 году представлял национальную сборную Армении по баскетболу на чемпионате Европы по баскетболу среди малых стран в Чореску (Молдова), где стал вторым лучшим бомбардиром своей команды.